# Ladislava
Ladislava je žensko osebno ime.

## Izvor imena
Ime Ladislava je ženska oblika imena Ladislav oziroma Vladislav.

## Izpeljanke imena
Lada, Ladi, Ladica, Ladimira, Ladka.

## Pogostost imena
Po podatkih Statističnega urada Republike Slovenije je bilo na dan 31. decembra 2007 v Sloveniji 274 oseb z imenom Ladislava.

## Osebni praznik
Ladislava praznuje god 4. maja ali 27. junija.